# Lijst van rijksmonumenten in Exmorra
De plaats Exmorra (Eksmoarre) telt 9 inschrijvingen in het rijksmonumentenregister. Hieronder een overzicht. 
| Object                                           | Oorspronkelijke functie? | Bouwjaar                                                                                                | Architect                 | Locatie        | Coördinaten?                 | Nr.?  | Afbeelding                                       |
| ------------------------------------------------ | ------------------------ | --- | ------------------------- | -------------- | ---------------------------- | ----- | ------------------------------------------------ |
| Woning onder schilddak met een hoekschoorsteen   | Woonhuis                 | 1850-1875                                                                                               |                           | Dorpsstraat 10 | 53° 3' 29" NB, 5° 27' 54" OL | 39331 | Woning onder schilddak met een hoekschoorsteen   |
| Woning onder schilddak met een hoekschoorsteen   | Woonhuis                 | 1850-1875                                                                                               |                           | Dorpsstraat 12 | 53° 3' 29" NB, 5° 27' 53" OL | 39332 | Woning onder schilddak met een hoekschoorsteen   |
| Woning onder schilddak met twee hoekschoorstenen | Woonhuis                 | 1850-1875                                                                                               |                           | Dorpsstraat 16 | 53° 3' 28" NB, 5° 27' 53" OL | 39333 | Woning onder schilddak met twee hoekschoorstenen |
| Woning onder schilddak met twee hoekschoorstenen | Woonhuis                 | 1850-1875                                                                                               |                           | Dorpsstraat 18 | 53° 3' 28" NB, 5° 27' 53" OL | 39334 | Upload foto                                      |
| Woning onder schilddak met twee hoekschoorstenen | Woonhuis                 | 1850-1875                                                                                               |                           | Dorpsstraat 20 | 53° 3' 27" NB, 5° 27' 53" OL | 39335 | Woning onder schilddak met twee hoekschoorstenen |
| Woning onder schilddak met twee hoekschoorstenen | Woonhuis                 | 1850-1875                                                                                               |                           | Dorpsstraat 22 | 53° 3' 27" NB, 5° 27' 53" OL | 39336 | Woning onder schilddak met twee hoekschoorstenen |
| Woning onder schilddak met twee hoekschoorstenen | Woonhuis                 | |                           | Dorpsstraat 24 | 53° 3' 27" NB, 5° 27' 53" OL | 39337 | Upload foto                                      |
| Grutterswinkel                                   | Woonhuis                 | 1732 |                           | Dorpsstraat 52 | 53° 3' 22" NB, 5° 27' 53" OL | 39338 | Meer afbeeldingen                                |
| Johannes de Doperkerk. Hervormde kerk            | Kerk en kerkonderdeel    | 13e eeuw (kerk) ca. 1300 (verhoging koor, uitbr. schip, toren) 1836 (toren, westgevel) 1963-'66 (rest.) | P.L. de Vrieze (1963-'66) | Dorpsstraat 66 | 53° 3' 20" NB, 5° 27' 52" OL | 39339 | Meer afbeeldingen                                |